# الموسيقى الشعبية النوردية
الموسيقى الشعبية النوردية هي مجموعة من التقاليد الموسيقية المرتبطة بدول شمال أوروبا، ولا سيما الدول النوردية. وتشمل الدول النوردية كلًا من آيسلندا، والنرويج، والسويد، والدنمارك، وفنلندا.
تشترك مناطق عديدة من دول الشمال في بعض التقاليد الموسيقية، رغم أن الكثير منها تفرّع واختلف بمرور الزمن. ويمكن تصنيف فنلندا وإستونيا ولاتفيا وشمال غرب روسيا كمجموعة ثقافية متقاربة، في مقابل النرويج والسويد والدنمارك وجزر آيسلندا والفارو الأطلسية. أما غرينلاند، فيمتلك سكانها من الإينويت تقاليد موسيقية خاصة بهم، تأثرت بالثقافة النوردية. وتُعدّ فنلندا حلقة وصل بين الثقافتين النوردية والبلطيقية. كما أن شعب السامي في السويد والنرويج وفنلندا وروسيا يمتلكون ثقافة موسيقية فريدة، وإن كانت ترتبط جزئيًا بثقافاتهم المجاورة.

## الموسيقى الإسكندنافية
يُعتبر كل من الدولسيمر والكمان من أكثر الآلات شيوعًا في الموسيقى الشعبية الإسكندنافية. وفي النرويج، يُستخدم كمان الهاردنغر الذي يحتوي على 8 أو 9 أوتار. أما غامالدانس، فهو نمط من الأغاني الراقصة يُعزف باستخدام الهارمونيكا والأكورديون، وكان شائعًا في السويد والنرويج خلال أواخر القرن التاسع عشر وأوائل القرن العشرين.
يُعدّ الرقص الدائري مع الغناء بـالقصائد السردية من التقاليد التاريخية في شمال أوروبا، ولم تحتفظ بهذا التقليد حتى اليوم سوى جزر فارو، رغم محاولات إحيائه في مناطق أخرى. وتحتضن آيسلندا تقاليد موسيقية قديمة لم تعد موجودة في بقية دول الشمال، مثل استخدام المقامات المتوازية من الخامسات المتوازية وتقنية الأورغانوم.
أما سكان غرينلاند من الإينويت، فلهم موسيقاهم التقليدية الخاصة، التي اندمجت مع عناصر من الموسيقى النوردية، كما في أسلوب كالَتوت وهو نمط غرينلاندي من البولكا.
خضعت فنلندا لحكم السويد لفترة طويلة، لذا تأثرت ثقافتها كثيرًا بها. وتوجد مجتمعات سويدية في فنلندا وأخرى فنلندية في السويد، وقد أنتجت هذه التداخلات فرقًا موسيقية تقليدية وحديثة مثل الفنانة السويدية-الفنلندية سيا يانسون، وفرقة غجالرهورن، وكذلك فرقتا نورلاتار وجي بي نيسترومس الفنلنديتان-السويديتان.
أما الآلات الوترية البلطيقية، فهي مجموعة من القيثار الصندوقي المقوّس الذي يُعزف عليه بالأصابع، وتنتشر في فنلندا (كانتيلي)، ودول البلطيق (مثل كانيل في إستونيا، وكانكلس في ليتوانيا، وكوكلس في لاتفيا)، وكذلك في شمال غرب روسيا (كريلوفيدني غوسلي). كما انتشر نوع من القوسيات (قيثار يُعزف عليه بالقوس) بين السويديين المقيمين في إستونيا، لكنه اندثر قبل أن يُعاد إحياؤه مؤخرًا. وفي القرن التاسع عشر، استقبلت دول البلطيق العديد من الآلات والأنماط الأجنبية، ما أدى إلى اندماجات موسيقية، مثل زيثر كوكلس وأسلوب الغناء زينجِه في لاتفيا المتأثر بالألمان.

## موسيقى السامي
ينتشر شعب السامي في كل من النرويج، والسويد، وفنلندا، وشمال غرب روسيا. والآلات التقليدية الوحيدة في ثقافتهم الموسيقية هي الطبل والناي، رغم أن الفرق الحديثة تستخدم مجموعة واسعة من الآلات. ويُعدّ اليويك — وهو غناء غير مقفى ولا يتبع بنية محددة — من أبرز سمات موسيقاهم.

## الموسيقى البلطيقية-الفنلندية

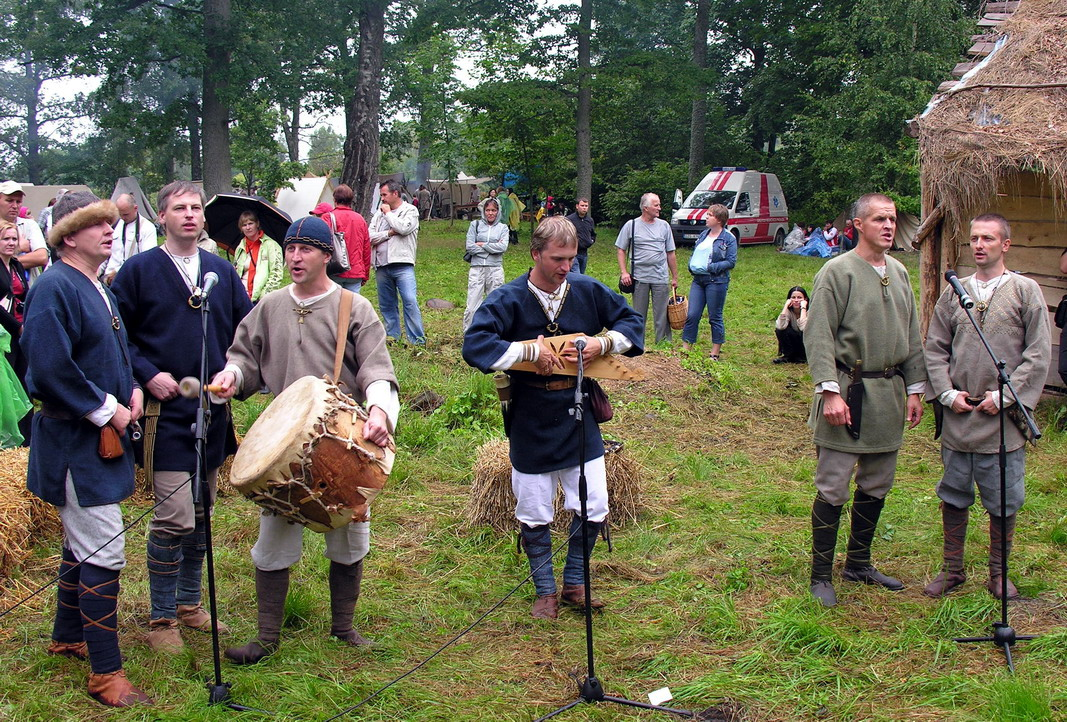
فرقة "فيلكي" اللاتفية في مهرجان الحرف والفنون الحربية "أبوليه 854"، أغسطس 2009

تشير الموسيقى البلطيقية-الفنلندية إلى التقاليد الموسيقية لشعوب الفنلنديون البلطيقيون، والتي تتداخل مع الموسيقى الشعبية لدول الشمال ودول البلطيق على حد سواء.
ترتبط فنلندا ثقافيًا بشكل رئيسي بالشعوب البلطيقية-الفنلندية في روسيا وإستونيا. وكان الغناء الروني سائدًا في جميع المناطق التي يسكنها هؤلاء الشعوب. وقد بُني كل من كاليڤيبويغ الإستوني وكاليڤالا الفنلندي — وهما ملحمتان وطنيتان — على أشكال مترابطة من غناء الرونو. يقول الباحث والموسيقي البريطاني أندرو كرونشو، المتخصص في الموسيقى التقليدية النوردية، في دراسته عن فنلندا وإستونيا: «الغناء الروني الإستوني يتماثل في بنيته مع نظيره الفنلندي: يحتوي السطر على ثماني نقرات، ونادرًا ما تتجاوز الألحان النغمات الخمس الأولى من السلم الدياتوني، ويميل إلى استخدام جمل قصيرة تنحدر نغميًا».

## تطبيقات معاصرة
في العصر الحديث، تُستخدم الموسيقى الشعبية النوردية في صناعة الموسيقى التصويرية لأفلام السينما، والمسلسلات التلفزيونية، وألعاب الفيديو. ومن الأمثلة على ذلك، مسلسل صراع العروش وسلسلة الألعاب إله الحرب، حيث استُخدمت هذه الموسيقى لإضفاء أجواء أسطورية على العمل.